# مارغريت هيليز
مارغريت هيليز (بالإنجليزية: Margaret Hillis)‏ هي موزعة أمريكية، ولدت في 1 أكتوبر 1921 في كوكومو في الولايات المتحدة، وتوفيت في 4 فبراير 1998 في إيفانستون في الولايات المتحدة.

## وصلات خارجية
- مارغريت هيليز على موقع ميوزك برينز (الإنجليزية)
- مارغريت هيليز على موقع أول ميوزيك (الإنجليزية)
- مارغريت هيليز على موقع ديسكوغز (الإنجليزية)